# Federația de Fotbal din Iran
Federația de Fotbal a Iranului (persană فدراسیون فوتبال ایران) este forul ce guvernează fotbalul în Iran. Se ocupă de organizarea echipei naționale și a altor competiții de fotbal din stat cum ar fi Iran Pro League.

## Președinți
1- Dr.Ali Kani (3 martie 1946-octombrie 1950)

2- Hedayatollah Gilanshah (octombrie 1950-1952)

3- Mohsen Haddad (1952-octombrie 1952)

4- Hossein Siasi (octombrie 1952-ianuarie 1953)

5- Mohsen Haddad (1953-1954) (Al doilea mandat)

6- Hossein Siasi (1954) (Al doilea mandat)

7- Dr.Ali Kani (1954-1955) (Al doilea mandat)

8- Mostafa Salimi (1955-1956) 

9- Hossein Mobasher (1956-1958)

10- Mostafa Makri (1958-1960)

11- Zabih Khabiri (1960-1961)

12- Hossein Soroudi (1961–1962)

13- Hossein Mobasher (1962-1967) (Al doilea mandat)

14- Hossein Soroudi (1967–1968) (Al doilea mandat)

15- Mostafa Makri (1968–1972) (Al doilea mandat)

16- Kambiz Atabaei (1972–1979)

17- Naser Noamooz (1979–1980)

18- Hadi Tavoosi (1980–1981)

19- Hossein Abshenasan (1981)

20- Hossein Raghfar (1981–1982)

21- Hossein Abshenasan (1982–1983) (Al doilea mandat)

22- Behrooz Sahabeh (1984)

23- Nasrollah Sajjadi (1985)

24- Ali Mohammad Mortazavi (1986–1987)

25- Mohammad Reza Pahlavan (1987–1989)

26- Naser Noamooz (1989–1993) (Al doilea mandat)

27- Mohammad Safizadeh (1993–1994)

28- Amir Abedini (1994)

29- Dariush Mostafavi (1994–1997)

30- Mohsen Safaei Farahani (1997–2002)

31- Mohammad Dadkan (2002–2006)

32- Mohsen Safaei Farahani (2006–2008) (Interimar)(Al doilea mandat)

33- Ali Kafashian (2008–Prezent) 